# Piratula
Genre
Piratula est un genre d'araignées aranéomorphes de la famille des Lycosidae.

## Distribution
Les espèces de ce genre se rencontrent en Asie, en Europe et en Amérique du Nord.

## Liste des espèces
Selon World Spider Catalog (version 26, 13/07/2025) :
- Piratula acuminata Sudhin, Sankaran & Sen, 2025
- Piratula borea (Tanaka, 1974)
- Piratula canadensis (Dondale & Redner, 1981)
- Piratula cantralli (Wallace & Exline, 1978)
- Piratula clercki (Bösenberg & Strand, 1906)
- Piratula denticulata (Liu, 1987)
- Piratula gigantea (Gertsch, 1934)
- Piratula hiroshii (Tanaka, 1986)
- Piratula hokkaidensis (Tanaka, 2003)
- Piratula hurkai (Buchar, 1966)
- Piratula hygrophila (Thorell, 1872)
- Piratula insularis (Emerton, 1885)
- Piratula iriomotensis (Tanaka, 1989)
- Piratula knorri (Scopoli, 1763)
- Piratula latitans (Blackwall, 1841)
- Piratula logunovi Omelko, Marusik & Koponen, 2011
- Piratula longjiangensis (Yan, Yin, Peng, Bao & Kim, 1997)
- Piratula meridionalis (Tanaka, 1974)
- Piratula minuta (Emerton, 1885)
- Piratula montigena (Liu, 1987)
- Piratula piratoides (Bösenberg & Strand, 1906)
- Piratula procurva (Bösenberg & Strand, 1906)
- Piratula raika Zamani & Marusik, 2021
- Piratula serrulata (Song & Wang, 1984)
- Piratula tanakai (Brignoli, 1983)
- Piratula tenuisetacea (Chai, 1987)
- Piratula uliginosa (Thorell, 1856)
- Piratula yaginumai (Tanaka, 1974)
- Piratula yesoensis (Tanaka, 1985)

## Systématique et taxinomie
Ce genre a été décrit par Roewer en 1960 dans les Lycosidae. Il est placé en synonymie avec Pirata par Dondale et Redner en 1981. Il est relevé de synonymie par Omelko, Marusik & Koponen, 2011.

## Publication originale
- Roewer, 1960 : « Araneae Lycosaeformia II (Lycosidae). » Exploration du Parc National de l'Upemba Mission G.F. de Witte, vol. 55, p. 519-1040.